# Boys World
Boys World a fost un grup de fete americane care s-a format la Los Angeles în aprilie 2019. Grupul a fost format de KYN Entertainment după ce directorii companiei au contactat pe fiecare dintre membre pe rețelele sociale, după ce au văzut videoclipurile lor cântând online.

## Istoric
În 2019, membrele Boys World au fost recrutate de KYN Entertainment după ce directorii companiei le-au văzut videoclipurile cântând online. Fiecare membră a primit un mesaj direct pe Instagram despre oportunitatea de a fi într-un grup de fete. Lui Villaluz, prima membră contactată, i-a luat mai mult de o lună pentru a răspunde mesajului, având îndoieli cu privire la autenticitatea sa. Kay a adăugat că a fost „greu de crezut” și că au avut multe conversații cu KYN, dar odată ce a intrat în mișcare, s-a simțit potrivit pentru ea. Sonny Takhar, fondatorul KYN, a declarat că, odată cu formarea grupului, membrii existenți erau responsabili cu cine mai era adăugat la grup. După Villaluz au urmat Simpson, Kay, Caceres și Ruby; grupul a fost format pe 26 aprilie 2019. Boys World a fost dezvăluit publicului când a postat pe contul lor de TikTok în ianuarie 2020, după ce grupul a luat împreună o casă în Los Angeles . Termenul Boys din numele lor reprezintă un acronim pentru Best of Your Self.  Pe 22 octombrie 2020, au lansat single-ul lor de debut, „Girlfriends”. Grupul a declarat că „imnul girl-power” este legat de prietenia dintre ele și că înregistrarea melodiei s-a întins pe un an pentru a o perfecționa. 
Au urmat primul lor single cu „Wingman” lansat pe 29 ianuarie 2021. Clash magazine described the song as "an uplifting blast of energy",  Revista Clash a descris piesa ca „o explozie înălțătoare de energie, cu revista Paper scriind că piesa este „un imn verificabil al girl-power".  „Wingman” este prima piesă pe care Boys World a înregistrat-o, așa că au simțit că are „un loc special în inima [lor]”. În martie 2021, grupul a lansat al treilea single, "Tiptoe". Clash a menționat că piesa le arată potențialul și versatilitatea ca grup. La 9 aprilie 2021, au lansat EP-ul lor de debut, While You Were Out. Pe 21 mai 2021, au lansat single-ul „All Me”. 

## Discografie

### EP-uri
| Titlu              | Detalii                                                            |
| ------------------ | ------------------------------------------------------------------ |
| While You Were Out | - Lansat: 9 aprilie 2021 - Format: Descărcare digitală , streaming |

### Single-uri
| Titlu         | An   | Album              |
| ------------- | ---- | ------------------ |
| „Girlfriends” | 2020 | While You Were Out |
| „Wingman”     | 2021 | While You Were Out |
| „Tiptoe”      | 2021 | While You Were Out |
| "All Me"      | 2021 | single non-album   |

### Videoclipuri muzicale
| Titlu         | An   | Director (i)   |
| ------------- | ---- | -------------- |
| „Girlfriends” | 2020 | Symone Ridgell |
| „Wingman”     | 2021 | Symone Ridgell |
| „Tiptoe”      | 2021 | Necunoscut     |
| „Relapse”     | 2021 | Kai Cranmore   |
| "All Me"      | 2021 | TBA            |